# Shams-ol-Emareh
Shams-ol-Emareh es uno de los edificios históricos de Teherán y un vestigio de la dinastía Qajar. Es uno de los edificios más prominentes en el lado este del Palacio de Golestan. Fue construido alrededor de 1830. Es notable por su altura, decoración y diseño.
Shams-ol-Emareh mide 35 metros de altura con cinco pisos. Era el edificio más alto de Teherán cuando se construyó, y el primer edificio con metal en su estructura. Todos los pilares en los pisos superiores son de hierro fundido. Shams-ol-Emareh era el símbolo de Teherán antes de la construcción del Sar dar Baghe Melli.

## Historia

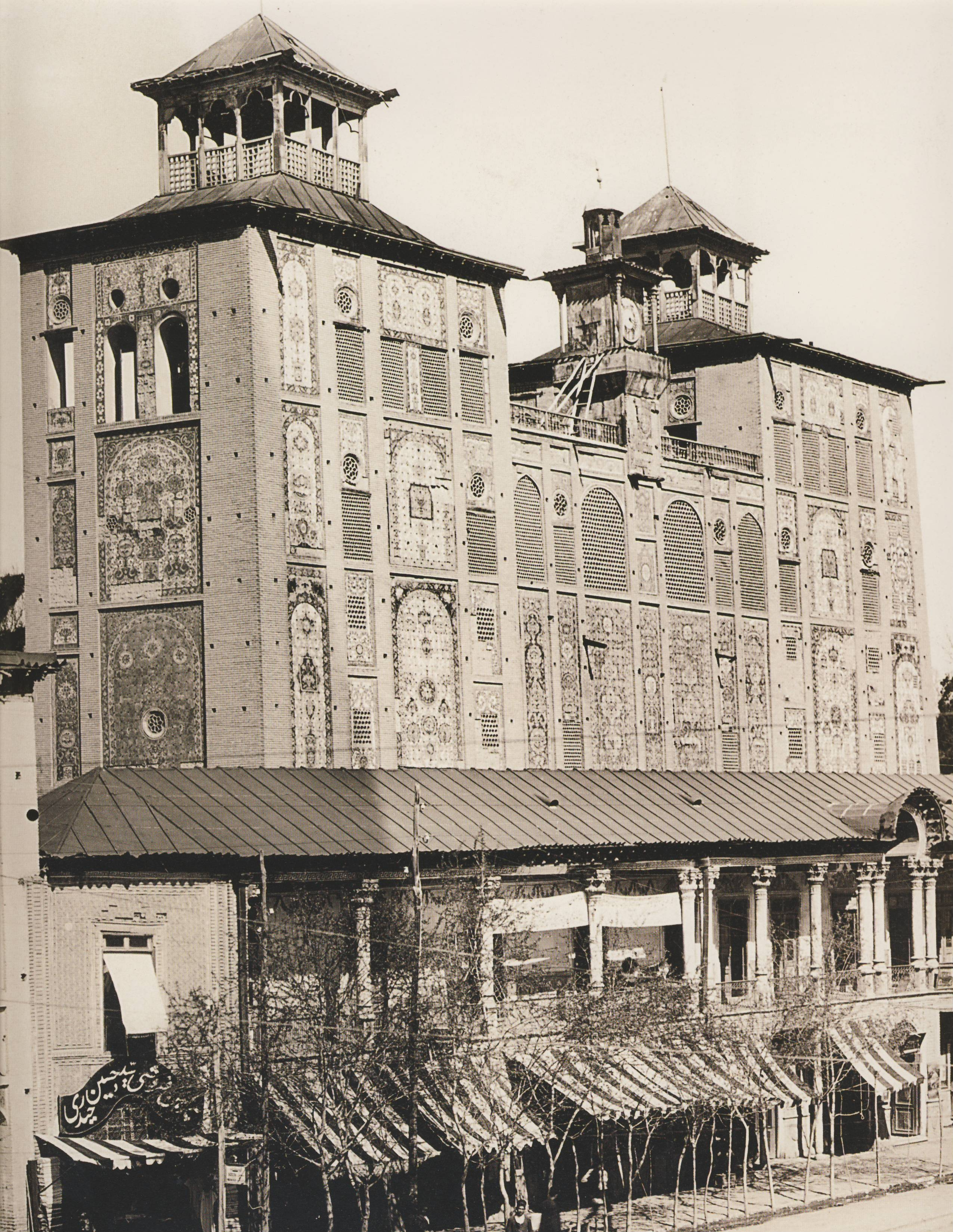
Shams-ol-Emareh en el pasado

Antes de su visita a Europa, Naser al-Din Shah Qajar, el cuarto rey de la dinastía Qajar, estaba pensando en construir una mansión en su capital para competir con el palacio de Ālī Qāpū de Isfahán. Un edificio alto en el que pudiera ver desde arriba todo Teherán. El edificio Shams-ol-Emareh se inició en 1865 y se terminó en dos años. Naser al-Din Shah llevó a sus invitados a la parte más elevada de este edificio para enseñarles la capital. El diseñador del edificio fue Moayer al Mamalek y el arquitecto fue Ali Mohammed Kashi. El estilo de este edificio es una combinación de la arquitectura tradicional iraní y occidental.

## La puerta de los Ministros
Los ministros qajar solían tener sus reuniones de gabinete en este edificio. Los miembros del gabinete entraban y salían por una puerta en particular, de modo que se quedó con el nombre de puerta de los ministros. El coche del Primer Ministro, con sus siete guardias, siempre se detenía frente a esta puerta. Esta es la única puerta que conserva su fachada de estilo Qajar.

## Estilo
El edificio tiene dos torres con la misma forma. Los azulejos y las ventanas son de estilo iraní y tienen influencia en parte de la arquitectura occidental.

## ًHabitaciones
El primer piso contiene el pórtico del rey y la sala cubierta con un excelente y minimalista espejo, con habitaciones en los lados que se asemejan a pendientes en la cara de un humano. Todas las partes tienen decoraciones interesantes. Estas pequeñas habitaciones, con decoraciones reticulares, dibujos y espejos, también se pueden ver en otros pisos.

## Decoraciones

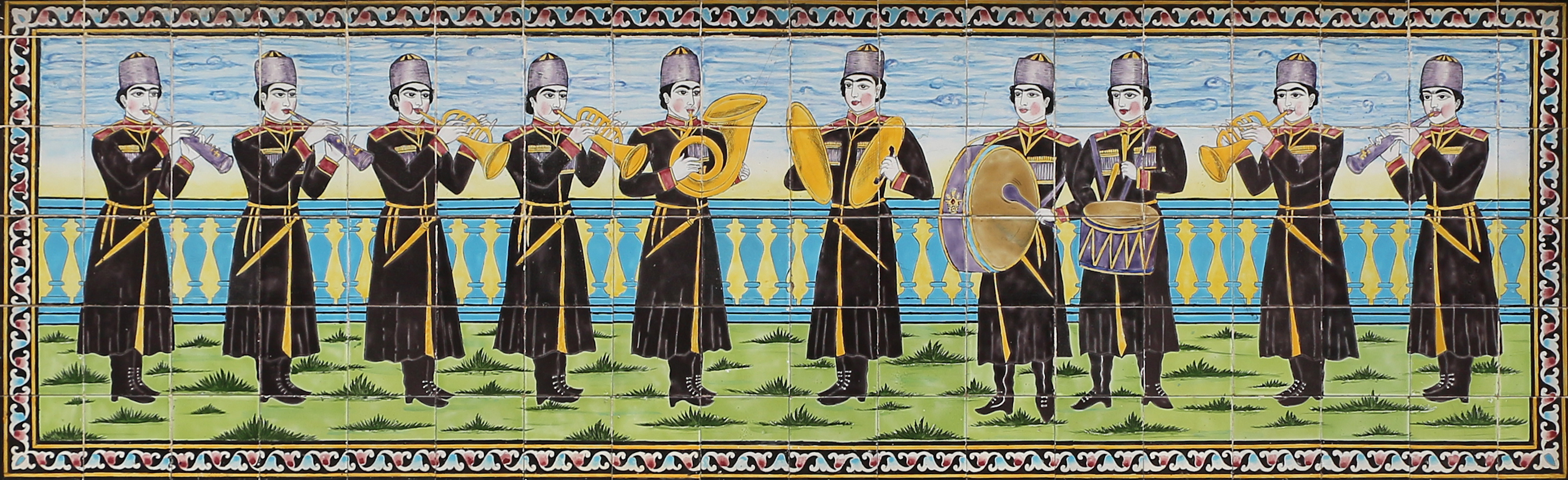
Un ejemplo de azulejos en el pórtico del edificio principal

El piso de la terraza y la fachada del rey están decorados con azulejos de siete colores en estilo Qajar. El mosaico muestra dibujos de la naturaleza de Europa y la arquitectura occidental, pero la estola es iraní. Las bases de mármol de los pilares están decorados con motivos destacados de plantas y caras de animales. Parece que estos motivos pertenecen a diferentes épocas.

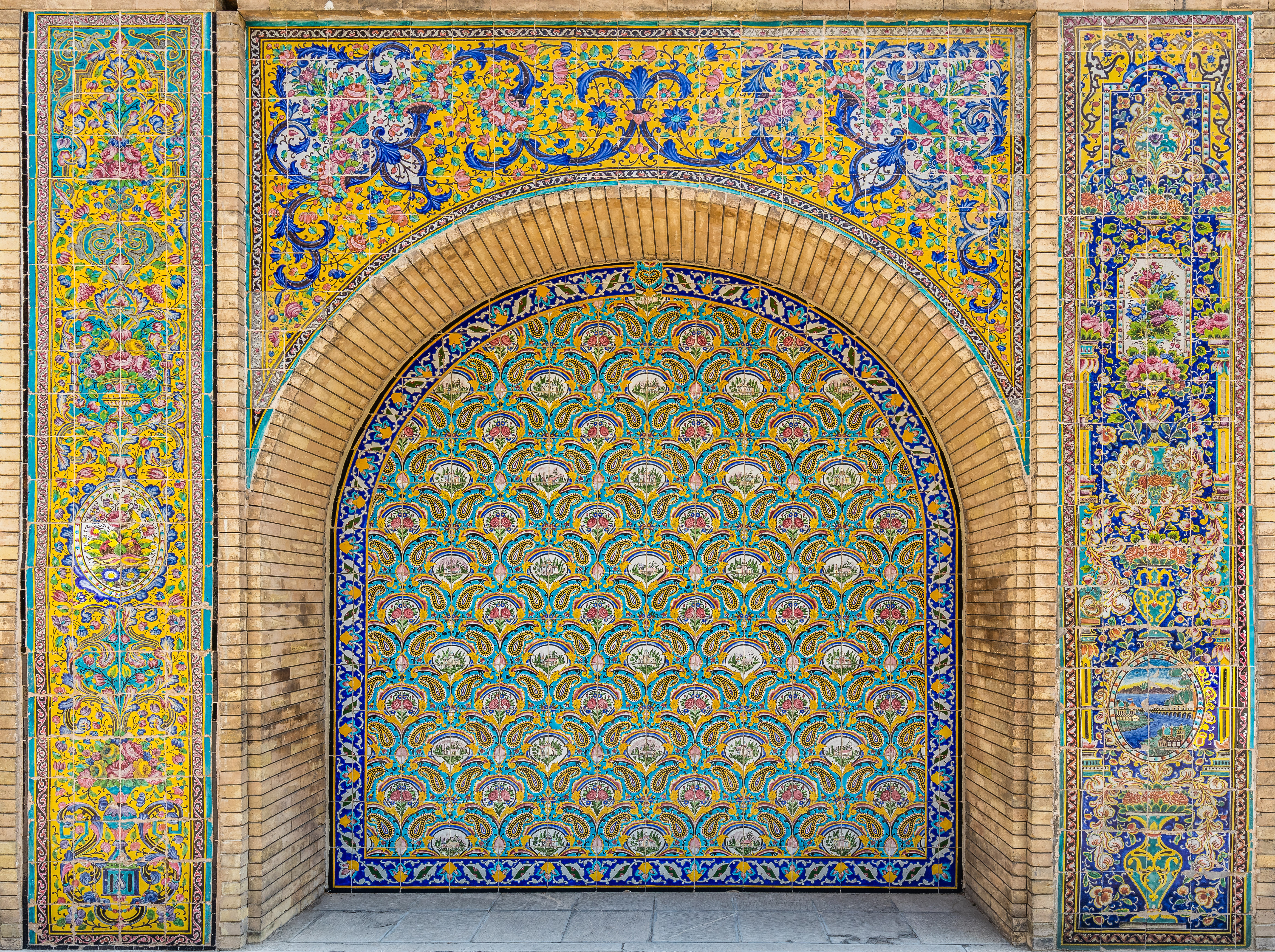
Un trabajo de enladrillado en una pared de Shams-ol-Emareh en el Palacio de Golestan

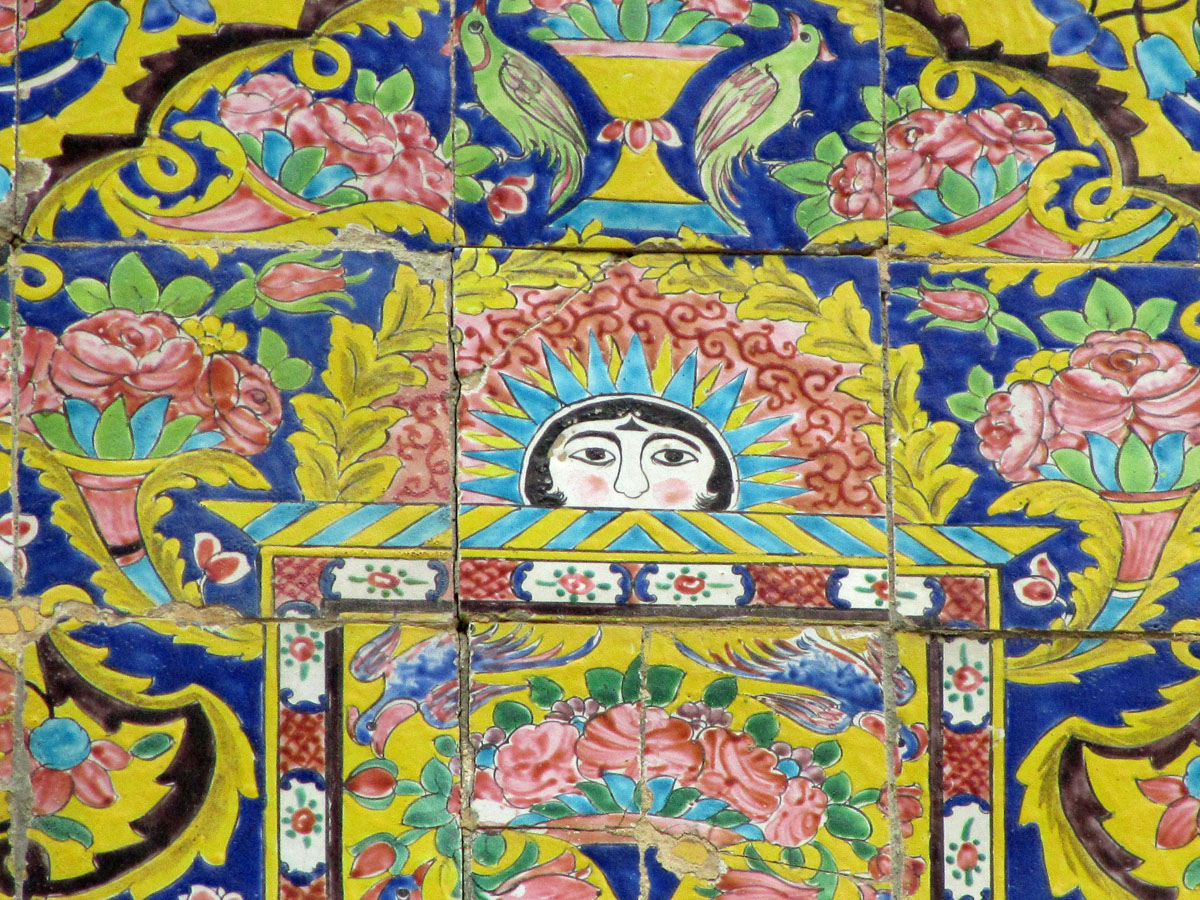
Un azulejo de siete colores.
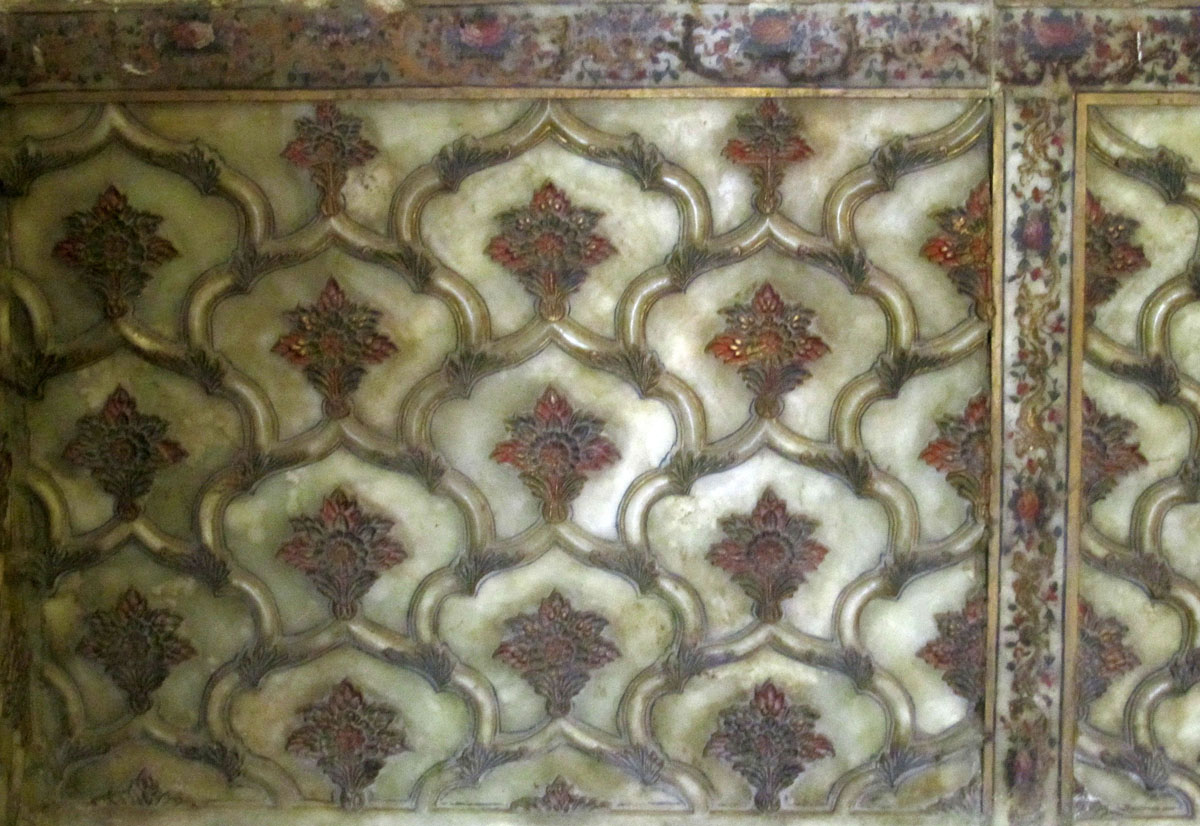
Suelo
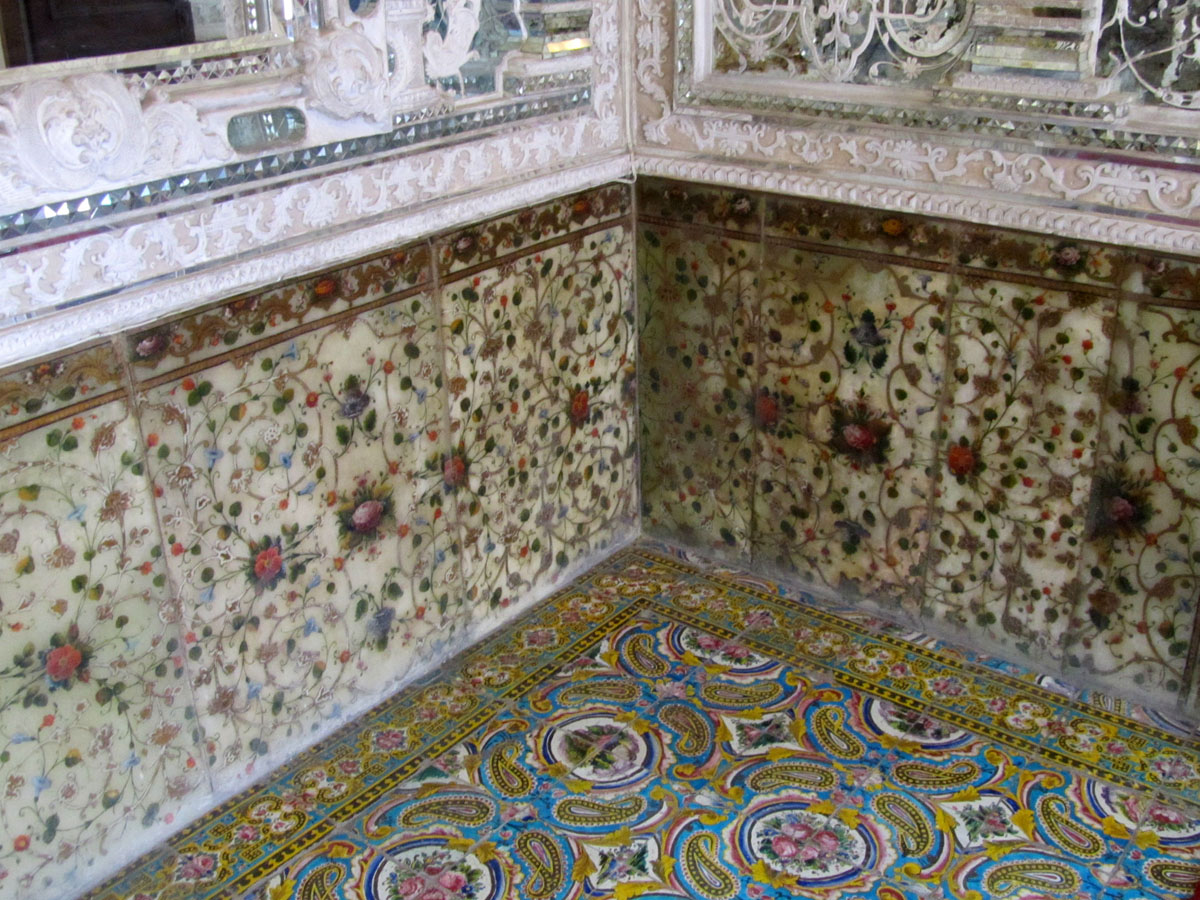
Suelo
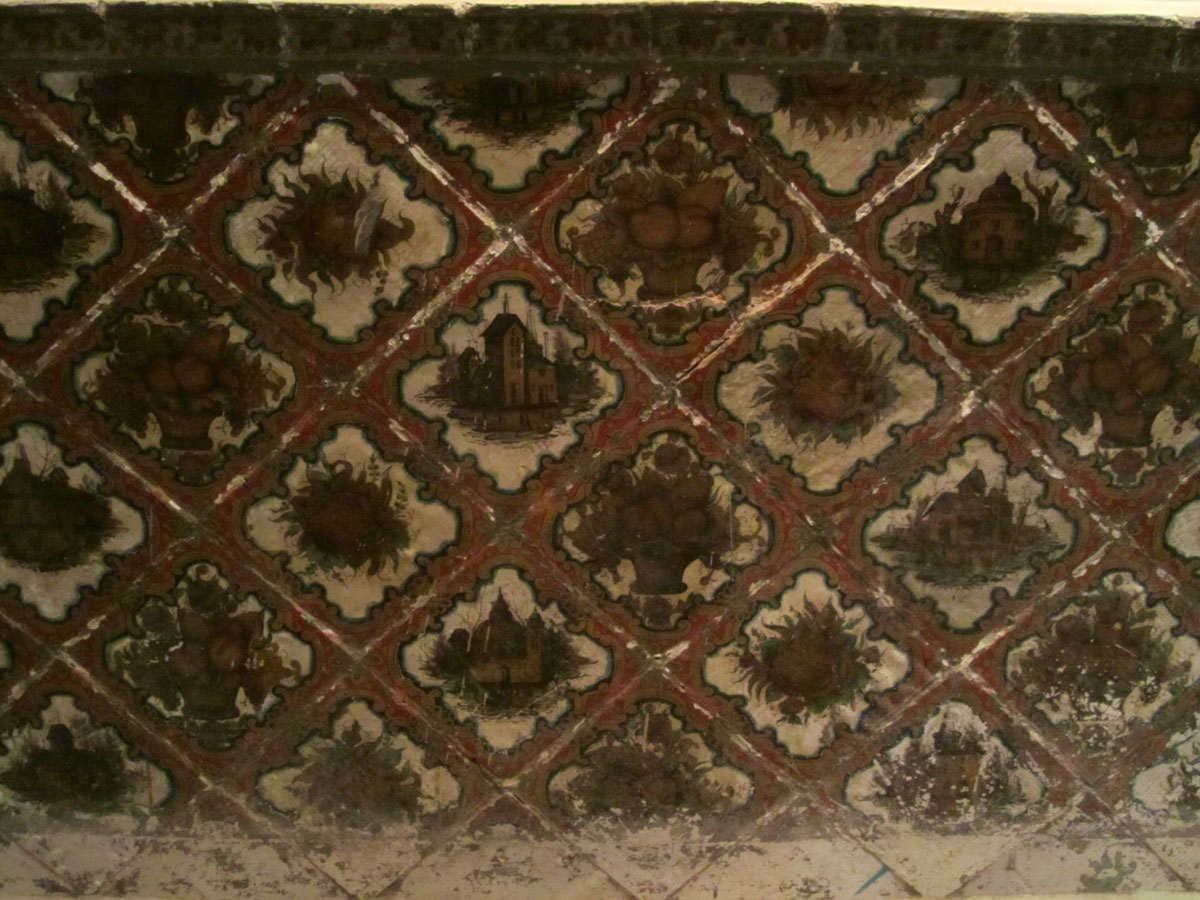
Suelo

## El reloj de Shams-ol-Emareh
Este reloj fue un regalo para el palacio de Naser al-Din Shah de la reina Victoria de Inglaterra. El mismo palacio que fue construido en estilo europeo y se distinguía entre todos los edificios adyacentes al Palacio Golestan. El reloj se montó en la parte superior de Shams-ol-Emareh para informar a todas las personas de la pequeña ciudad de Teherán en esa  época. Sin embargo, el fuerte sonido del reloj hizo que los ocupantes del palacio se quejaran. El shah, finalmente, ordenó aminorar su sonido. El trabajo realizado en el reloj, sin embargo, no sirvió de nada y se hizo silenciar el reloj. El reloj se mantuvo en silencio durante más de cien años. Este silencio terminó finalmente el 12 de noviembre de 2012 después de que se terminaran las reparaciones. La campana del reloj sonó de nuevo.

## Reparaciones
Shams-ol-Emareh pasó por un período de reparaciones que terminó en 1997. En 1999, la planta baja fue abierta al público.

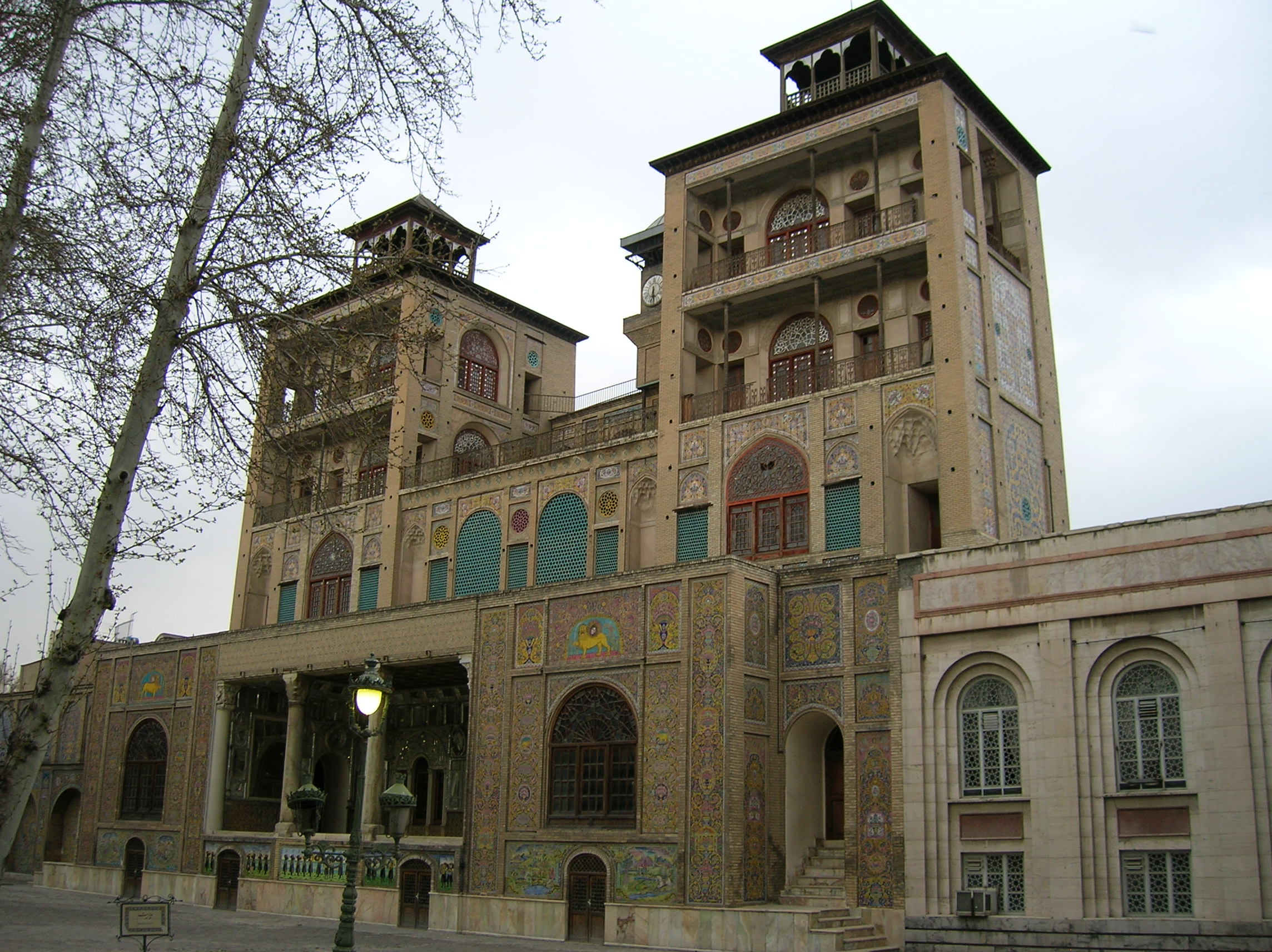
Shams-ol-Emareh. Una vista del palacio)
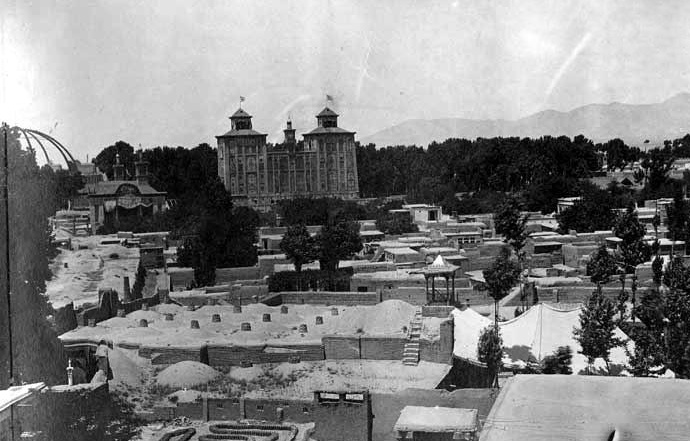
Vista de la calle adyacente
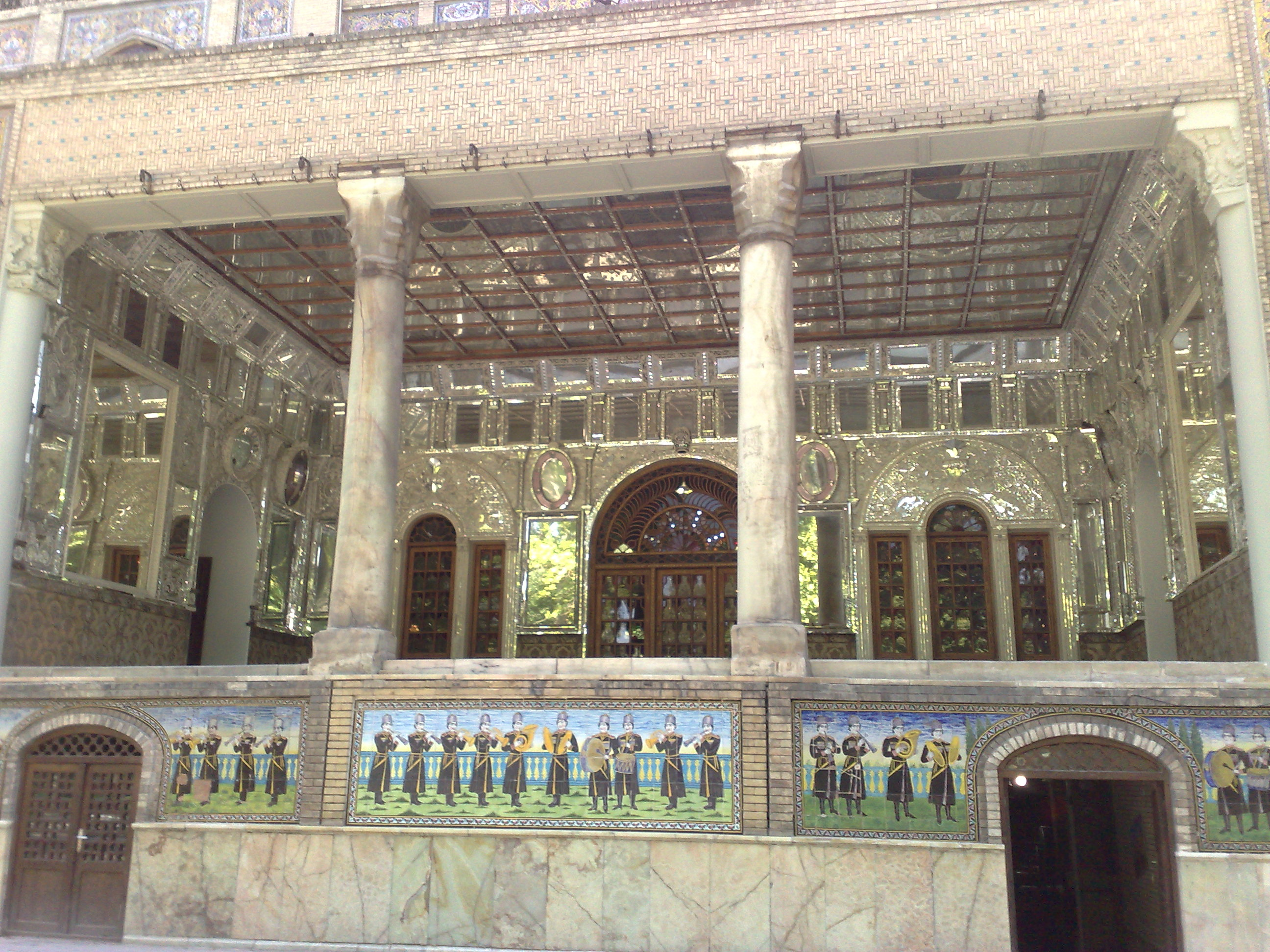
shams-ol-Emareh- Pórtico
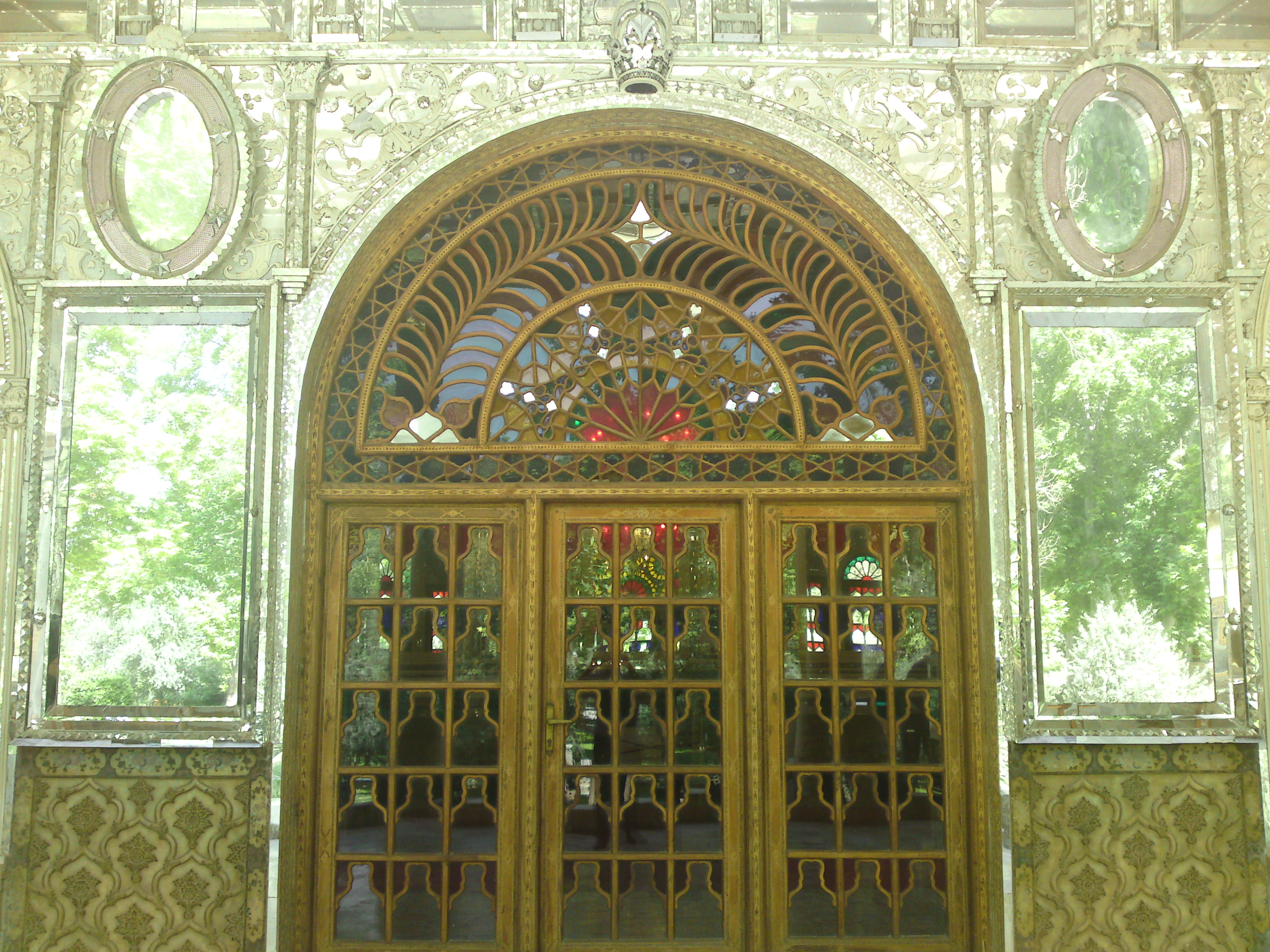
Ventanas del palacio
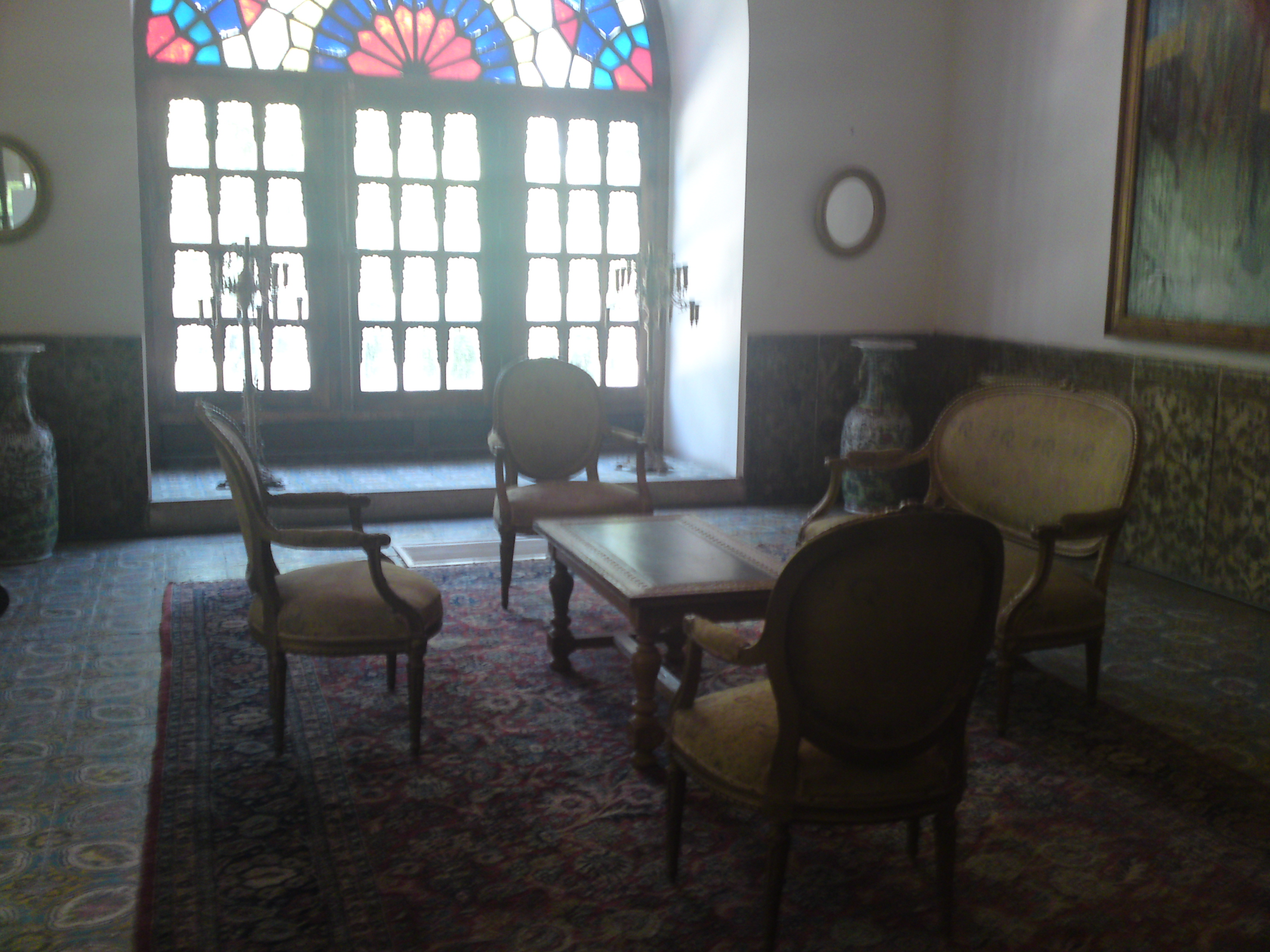
Una de las salas
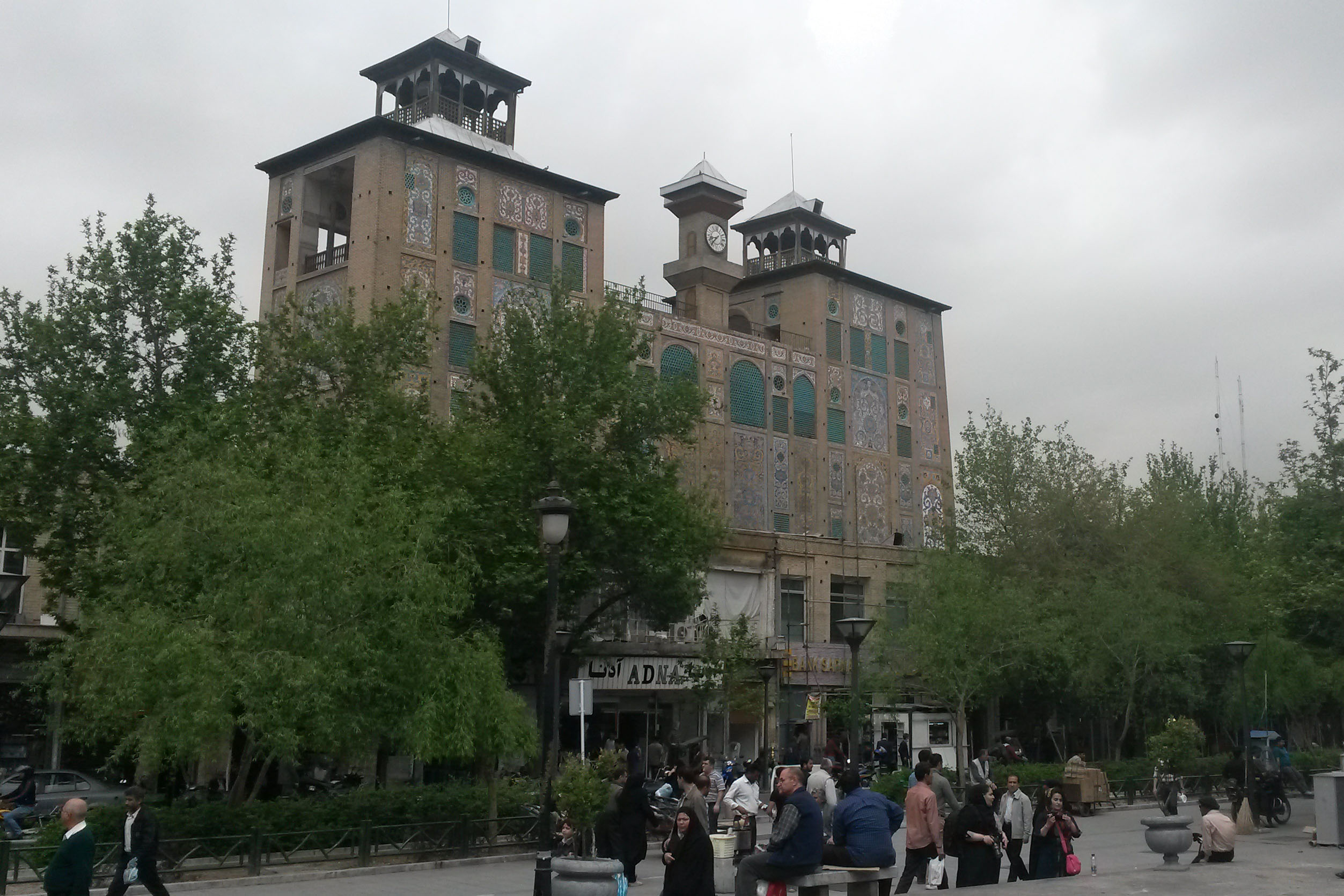
Una vista del Shams-ol-Emareh
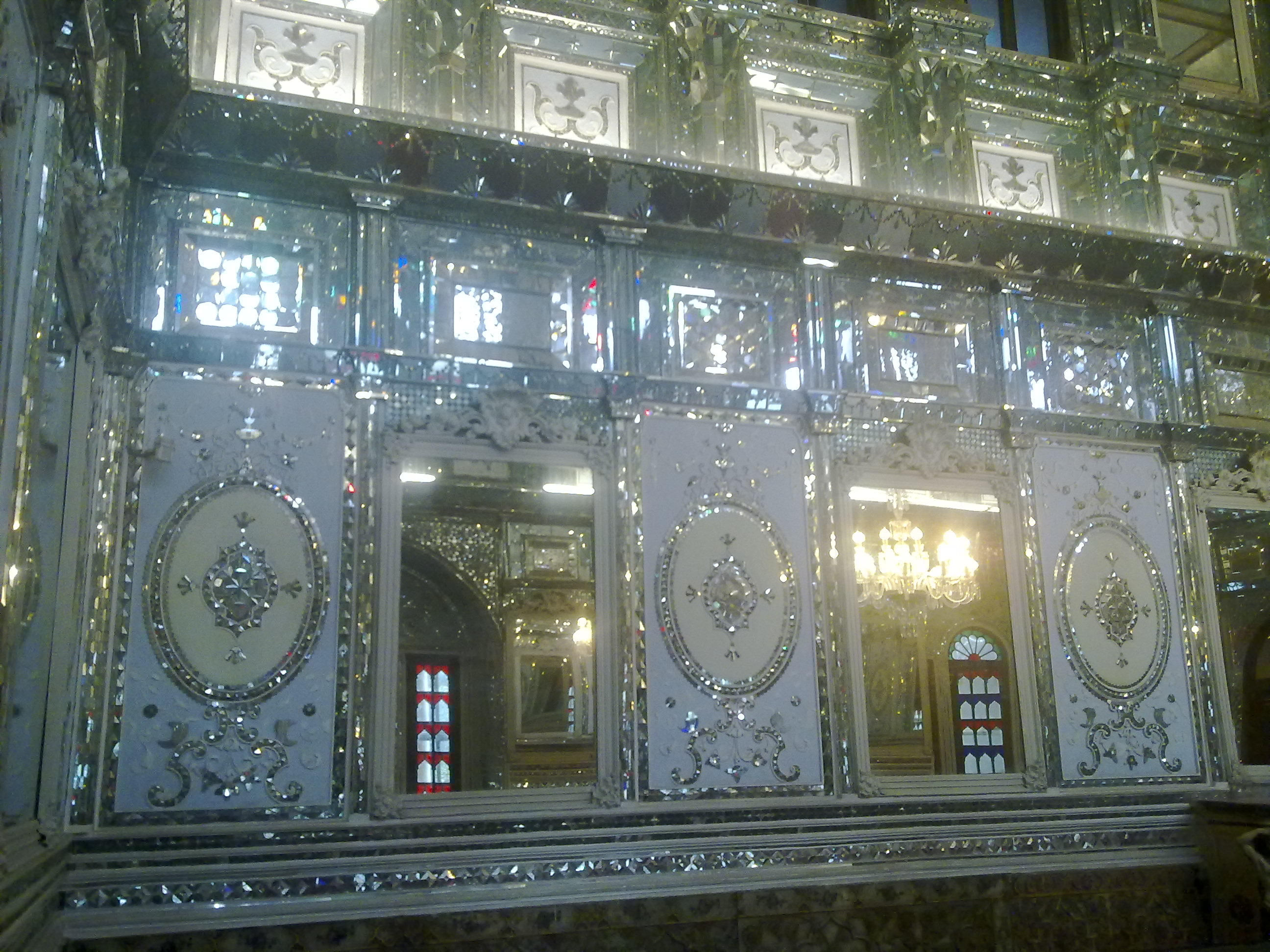
Una vista de los reflejos
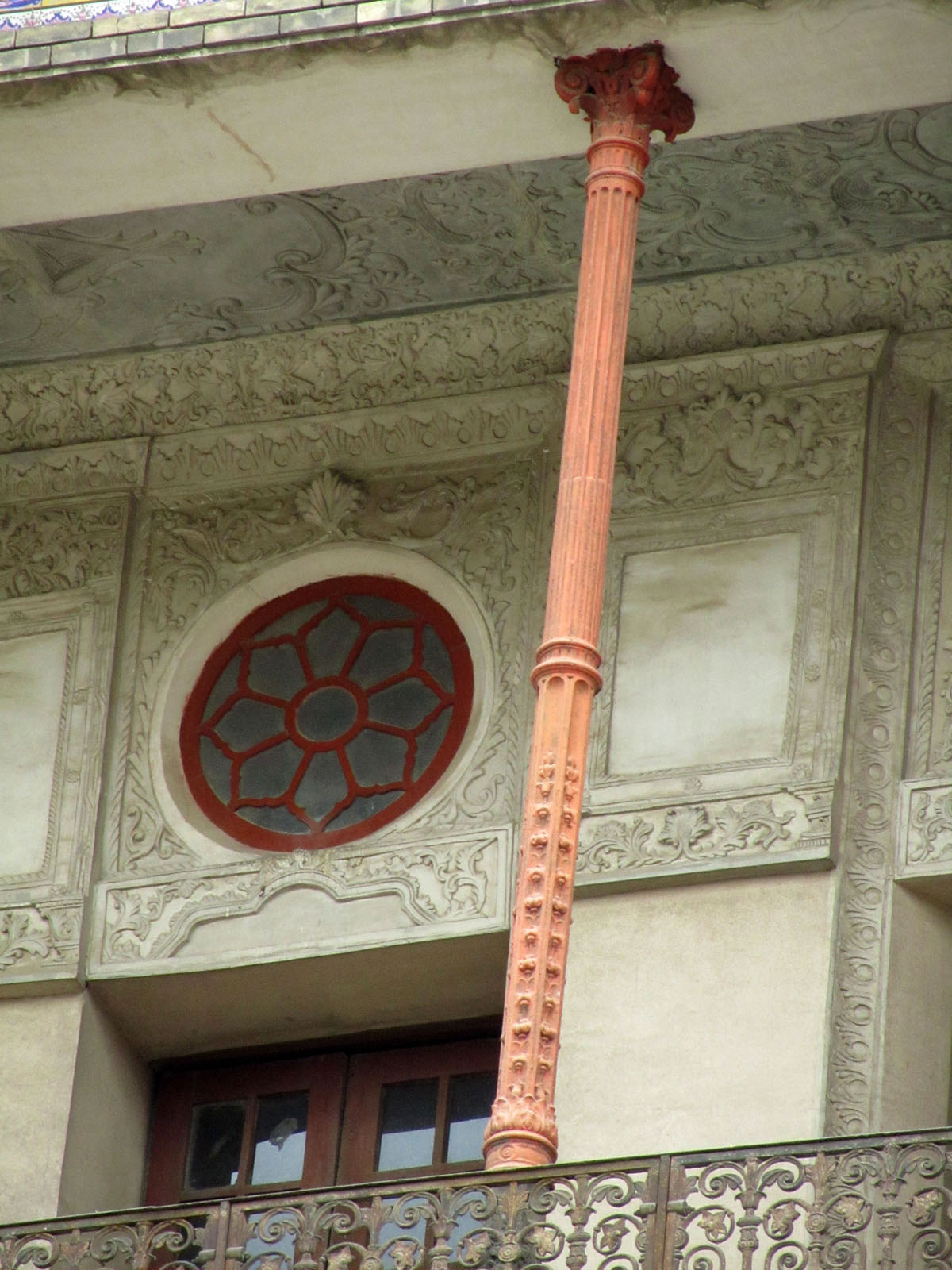
Una columna
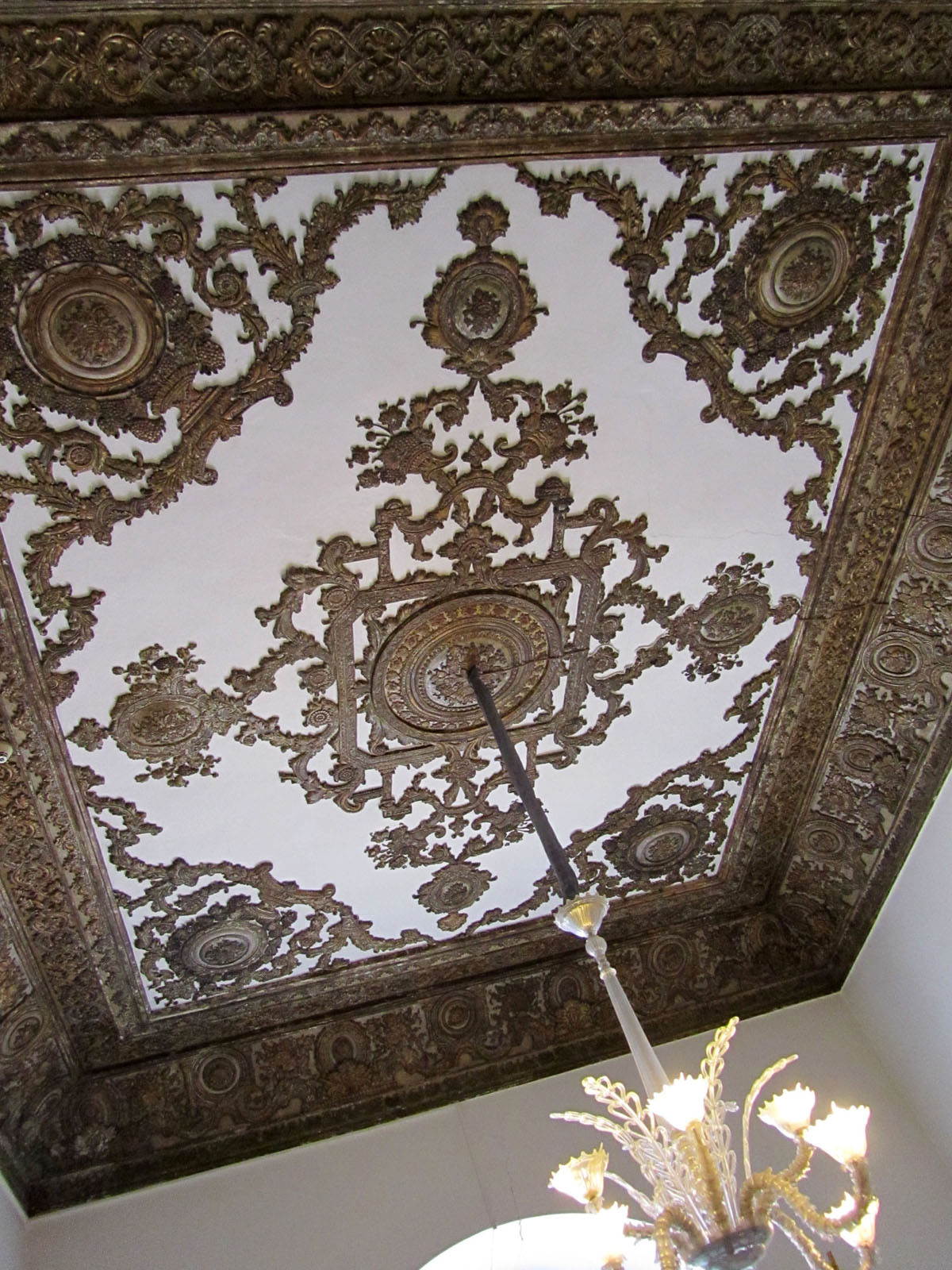
El techo en una habitación

Una vista completa del Shams-ol-Emareh en el Palacio de Golestan